# Drumul Brăilei
Drumul Brăilei, menționat și sub forma de Drumul Brașovului [până la Brăila], a reprezentat segmentul aflată între Brașov și Dunărea de Jos din drumul comercial continental european medieval dintre Europa Centrală și Marea Neagră care, parcurgea Regatul Ungariei și Țara Românească pentru a servi traficului de mărfuri dntre Orient și Occident.